# نیل تنانت
نیل تنانت (به انگلیسی: Neil Tennant) (زاده ۱۰ ژوئیه ۱۹۵۴) خواننده و ترانه‌سرای رقص الکترونیک انگلیسی است. وی بنیانگذار گروه پت شاپ بویز می‌باشد.
وی خود همجنسگرا نیست ولی در سال ۲۰۰۶ آلبوم جدید خود را به نام فاندامنتالیست را به محمود عسگری و عیاض مرهونی دو نوجوان ایرانی که در سال ۱۳۸۴ در مشهد به جرم همجنسگرایی اعدام شدند تقدیم کرد.